# Атанасие Наста
Атанасие Наста (на румънски: Atanasie Nasta) е арумънски филолог, поет и пистел.

## Биография
Наста е роден в 1912 година във влашкото воденско село Горно Граматиково, тогава в Османската империя, днес в Гърция. Учи в родното си село и в румънската гимназия в Солун. През 1926 семейството му емигрира в Румъния като и се установява като колонисти в Добрич, Южна Добруджа, където Наста продължава учението си. В 1935 година завършва Филологическия и философски факултет на Букурещкия университет, а в 1938 година и Юридическия и започва адвокатска кариера. В 1940 година получава титлата доктор по право от Юридическия факултет на Черновицкия университет.
През 1949 г. се жени за Паула Габриела Попеску (1928 – 2008), с която има син Дан Йон Наста, роден на 7 юли 1951, бъдещ поет, есеист и преводач.
Умира в 1996 година.

## Творчество
Дебютира в литературата в 1936 година с поезия, публикувана в списанията „Пасъря Албастра“ и „Суфлет Ноу“. Публикува и статии за румънската култура, както и преводи от гръцки и български.
В 1981 издателство „Албатрос“ публикува първата му книга, сборник сонети. Христу Къндровяну публикува негови стихотворения в „Антология на арумънската лирика“, 1975, и в „Един век арумънска поезия“ в 1985 г.
През 1985 г. Наса публикува втория том на своите сонети „Време за поезия“. В 1996 г. той публикува книгата „Armâname, armâname“, който включва негови арумънски стихотворения.
През 1985 г. Наста публикува антологията „Ехото на аромънската песен“ („Литера“, Букурещ), която включва портрети и работи от десет поети: Михаил Николеску (1835 – 1865) (3), Василе Муши (1895 – 1961) (5), Николае Бабу (1901 – 1967) (6), Николае Караиску (1911 – 1969) (5), Теодор Минда (1911 – 1982) (7), Думитру Париза (1908 – ?) (7), Константин Колимитра (1910 – 2001) (9), Атанасие Наста (1912 – 1996) (12) Николае Каратана (1914 – 1992) (10), Коста Гули (1916 – 1985) (10) и Кира Йорговяну (р. 1948).
През 1992 г. Наста редактира „Алманахул Мачедоромън“, който освен стихове на арумънски, включва и биографии на 27 личности от арумънски произход и поредица от проучвания, документи и фрагменти от арумънската култура и цивилизация.
По повод стогодишнината от рождението на Наста на 3 ноември 2012 г. Обществото за македонорумънска култура, чийто първи президент е Наста след възстановяването му през 1990 г., провежда в UNITER в Букурещ културно събитие, на което присъстват президента на обществото Йон Карамитру, проф. Николае Сараманду и множество други личности.